# 議會大廈 (伯明翰)

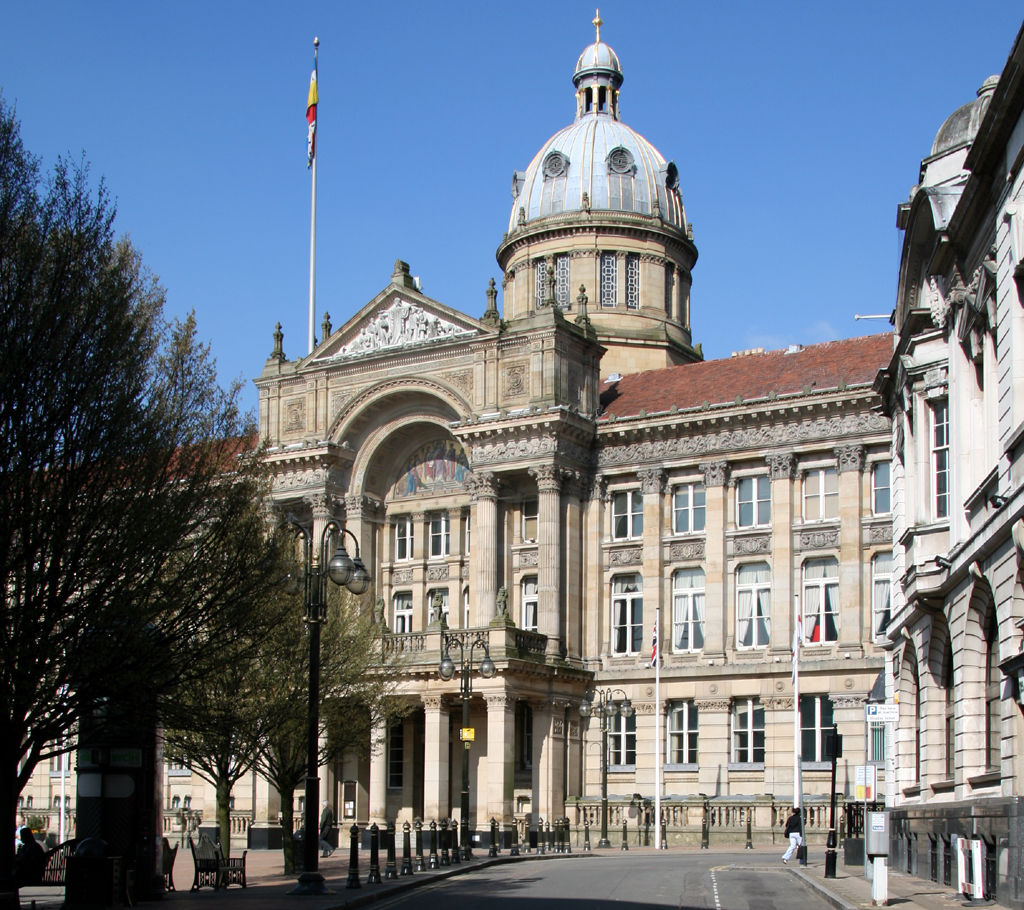
議會大廈

議會大廈（Birmingham City Council House）位於英格蘭城市伯明翰，是伯明翰市議會的辦公地點。議會大廈的具體位置是在伯明翰市中心的維多利亞廣場，是II*級登錄建築。現在的議會大廈建築於1874年開始興建，在1879年竣工。